# Lac Douglas
Le lac Douglas est un lac de barrage créé par une retenue (en) sur la rivière French Broad dans l’État du Tennessee aux États-Unis.
Il fut ennoyé entre 1942 et 1943 par une construction de la Tennessee Valley Authority pour produire de l'hydro-électricité et contrôler les crues.